# 小沙洛特尔
小沙洛特尔（法語：Chalautre-la-Petite，法語發音：[ʃalotʁ la pətit] ⓘ）是法国塞纳-马恩省的一个市镇，属于普罗万区。

## 地理
小沙洛特尔（48°31'45"N, 3°18'42"E）面积9.37 平方千米，位于法国法蘭西島大區塞纳-马恩省，该省份为法国北部内陆省份，北起瓦兹省，西接埃松省、马恩河谷省、塞纳-圣但尼省和瓦兹河谷省，南至卢瓦雷省，东南接约讷省，东临马恩省和奥布省，东北接埃纳省。
与小沙洛特尔接壤的市镇（或旧市镇、城区）包括：普瓦尼、普罗万、圣科隆布、苏瓦西-布伊、苏尔丹。

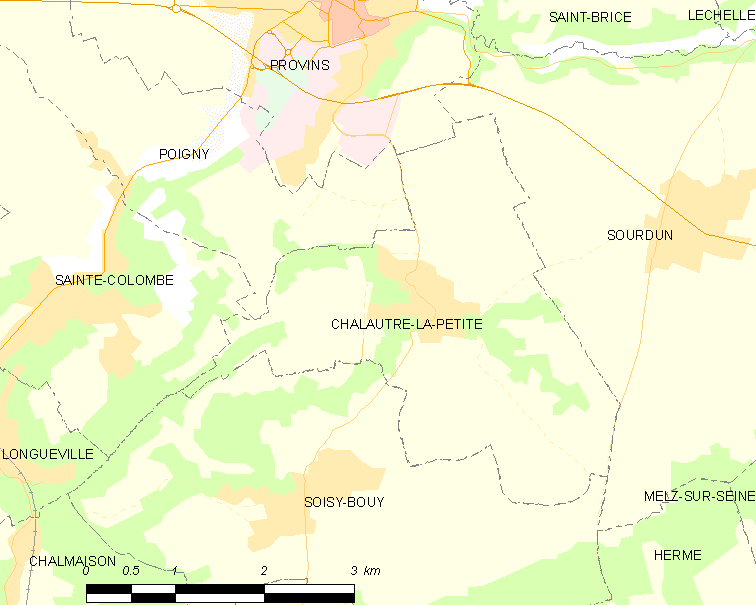
小沙洛特尔的OSM定位图

小沙洛特尔的时区为UTC+01:00、UTC+02:00（夏令时）。

## 行政
小沙洛特尔的邮政编码为77160，INSEE市镇编码为77073。

## 政治
小沙洛特尔所属的省级选区为普罗万县。

## 人口

1962-2008年间小沙洛特尔人口变化图示

小沙洛特尔于2022年1月1日时的人口数量为545人。